# Buxus
- Commons
- Wikispecies

Buxus é um género botânico pertencente à família Buxaceae. É conhecida por buxo ou buxeiro.

## Espécies
- Buxus sempervirens (Buxo) - buxeira(o), buxo-arbóreo, buxo-comum, olho-de-gato.

## Classificação do gênero
| Sistema | Classificação                     | Referência               |
| ------- | --------------------------------- | ------------------------ |
| Linné   | Classe Monoecia, ordem Tetrandria | Species plantarum (1753) |